# Schuttertal
Schuttertal là một đô thị trong bang Baden-Württemberg, Đức và thuộc huyện Ortenau. Đô thị này nằm ở thung lũng Schutter trong rừng Đen.
Schuttertal đã được thành lập từ 3 thị trấn Schuttertal, Dörlinbach và Schweighausen trong cuộc cải cách năm 1074.